# Nowa Krępa (condado de Garwolin)
Nowa Krępa es un pueblo de Polonia, en Mazovia. Según el censo de 2011, tiene una población de 84 habitantes.
Está ubicado en el distrito (gmina) de Sobolew, perteneciente al condado (powiat) de Garwolin. Se encuentra aproximadamente 20 km al sur de Garwolin y a 69 km al sureste de Varsovia. 
Entre 1975 y 1998 perteneció al voivodato de Siedlce.